# Sphaerococcopsis inflatipes
Sphaerococcopsis inflatipes är en insektsart som först beskrevs av William Miles Maskell 1893.  Sphaerococcopsis inflatipes ingår i släktet Sphaerococcopsis och familjen filtsköldlöss. Inga underarter finns listade i Catalogue of Life.